# Topshelf Open 2015 - Qualificazioni singolare femminile
Le qualificazioni del singolare del Topshelf Open 2015 sono state un torneo di tennis preliminare per accedere alla fase finale della manifestazione. Le vincitrici dell'ultimo turno sono entrate di diritto nel tabellone principale. In caso di ritiro di una o più giocatrici aventi diritto a queste sono subentrate le lucky loser, ossia le giocatrici che hanno perso nell'ultimo turno ma che avevano una classifica più alta rispetto alle altre partecipanti che avevano comunque perso nel turno finale.

## Giocatrici

### Teste di serie
1. Anna-Lena Friedsam (primo turno)
2. Urszula Radwańska (qualificata)
3. An-Sophie Mestach (primo turno)
4. Elizaveta Kuličkova (secondo turno)

1. Julia Glushko (primo turno)
2. Richèl Hogenkamp (ultimo turno)
3. Jeļena Ostapenko (ultimo turno)
4. Eri Hozumi (primo turno)

### Qualificate
1. Jessica Pegula
2. Urszula Radwańska

1. Andrea Hlaváčková
2. Maria Sanchez

## Tabellone

### Legenda
| - Q = Qualificato - WC = Wild card - LL = Lucky loser | - ALT = Alternate - SE = Special Exempt - PR = Protected Ranking | - w/o = Walkover - r = Ritirato - d = Squalificato |

### Sezione 1
|  | Primo turno | Primo turno         | Primo turno         | Primo turno | Primo turno |  |  | Secondo turno | Secondo turno       | Secondo turno | Secondo turno    | Secondo turno |   |   | Ultimo turno | Ultimo turno   | Ultimo turno | Ultimo turno | Ultimo turno |  |
|  |             |                     |                     |             |             |  |  |               |                     |               |                  |               |   |   |              |                |              |              |              |  |
|  | 1           | Anna-Lena Friedsam  | 1                   | 6           | 4           |  |  |               |                     |               |                  |               |   |   |              |                |              |              |              |  |
|  |             | Jessica Pegula      | 6                   | 4           | 6           |  |  |               | Jessica Pegula      | 6             | 2                | 6             |   |   |              |                |              |              |              |  |
|  |             | Ana Bogdan          | Ana Bogdan          | 6           | 6           |  |  |               | Ana Bogdan          | 3             | 6                | 4             |   |   |              |                |              |              |              |  |
|  | WC          | Mandy Wagemaker     | Mandy Wagemaker     | 3           | 4           |  |  |               |                     |               |                  |               |   |   |              | Jessica Pegula | 4            | 7            | 6            |  |
|  |             | Ysaline Bonaventure | Ysaline Bonaventure | 6           | 6           |  |  |               |                     | 7             | Jeļena Ostapenko | 6             | 5 | 4 |              |                |              |              |              |  |
|  |             | Petra Krejsová      | Petra Krejsová      | 4           | 3           |  |  |               | Ysaline Bonaventure | 4             | 6                | 2             |   |   |              |                |              |              |              |  |
|  |             | Caitlin Whoriskey   | Caitlin Whoriskey   | 0           | 2           |  |  | 7             | Jeļena Ostapenko    | 6             | 4                | 6             |   |   |              |                |              |              |              |  |
|  | 7           | Jeļena Ostapenko    | Jeļena Ostapenko    | 6           | 6           |  |  |               |                     |               |                  |               |   |   |              |                |              |              |              |  |

### Sezione 2
|  | Primo turno | Primo turno              | Primo turno              | Primo turno | Primo turno |  |  | Secondo turno | Secondo turno            | Secondo turno            | Secondo turno   | Secondo turno |   |   | Ultimo turno | Ultimo turno      | Ultimo turno | Ultimo turno | Ultimo turno |  |
|  |             |                          |                          |             |             |  |  |               |                          |                          |                 |               |   |   |              |                   |              |              |              |  |
|  | 2           | Urszula Radwańska        | Urszula Radwańska        | 6           | 6           |  |  |               |                          |                          |                 |               |   |   |              |                   |              |              |              |  |
|  |             | Marina Mel'nikova        | Marina Mel'nikova        | 0           | 3           |  |  | 2             | Urszula Radwańska        | Urszula Radwańska        | 6               | 6             |   |   |              |                   |              |              |              |  |
|  |             | Paula Cristina Gonçalves | Paula Cristina Gonçalves | 6           | 6           |  |  |               | Paula Cristina Gonçalves | Paula Cristina Gonçalves | 2               | 3             |   |   |              |                   |              |              |              |  |
|  | WC          | Eléni Daniilídou         | Eléni Daniilídou         | 3           | 3           |  |  |               |                          |                          |                 |               |   |   | 2            | Urszula Radwańska | 3            | 78           | 6            |  |
|  |             | Alexa Glatch             | Alexa Glatch             | 4           | 4           |  |  |               |                          |                          | Arina Rodionova | 6             | 6 | 0 |              |                   |              |              |              |  |
|  |             | Arina Rodionova          | Arina Rodionova          | 6           | 6           |  |  |               | Arina Rodionova          | Arina Rodionova          | 6               | 6             |   |   |              |                   |              |              |              |  |
|  |             | Anastasija Rodionova     | Anastasija Rodionova     | 6           | 6           |  |  |               | Anastasija Rodionova     | Anastasija Rodionova     | 4               | 1             |   |   |              |                   |              |              |              |  |
|  | 8           | Eri Hozumi               | Eri Hozumi               | 4           | 1           |  |  |               |                          |                          |                 |               |   |   |              |                   |              |              |              |  |

### Sezione 3
|  | Primo turno | Primo turno       | Primo turno     | Primo turno | Primo turno |  |  | Secondo turno | Secondo turno     | Secondo turno | Secondo turno   | Secondo turno   |   |   | Ultimo turno | Ultimo turno      | Ultimo turno      | Ultimo turno | Ultimo turno |  |
|  |             |                   |                 |             |             |  |  |               |                   |               |                 |                 |   |   |              |                   |                   |              |              |  |
|  | 3           | An-Sophie Mestach | 4               | 6           | 62          |  |  |               |                   |               |                 |                 |   |   |              |                   |                   |              |              |  |
|  |             | Andrea Hlaváčková | 6               | 1           | 7           |  |  |               | Andrea Hlaváčková | 2             | 6               | 7               |   |   |              |                   |                   |              |              |  |
|  |             | Elise Mertens     | Elise Mertens   | 2           | 4           |  |  |               | Julia Boserup     | 6             | 3               | 5               |   |   |              |                   |                   |              |              |  |
|  |             | Julia Boserup     | Julia Boserup   | 6           | 6           |  |  |               |                   |               |                 |                 |   |   |              | Andrea Hlaváčková | Andrea Hlaváčková | 6            | 6            |  |
|  |             | Lesley Kerkhove   | Lesley Kerkhove | 6           | 7           |  |  |               |                   |               | Lesley Kerkhove | Lesley Kerkhove | 1 | 0 |              |                   |                   |              |              |  |
|  |             | Laura Pous Tió    | Laura Pous Tió  | 2           | 5           |  |  |               | Lesley Kerkhove   | 7             | 3               | 6               |   |   |              |                   |                   |              |              |  |
|  |             | Indy de Vroome    | Indy de Vroome  | 6           | 6           |  |  |               | Indy de Vroome    | 64            | 6               | 3               |   |   |              |                   |                   |              |              |  |
|  | 5/WC        | Julia Glushko     | Julia Glushko   | 2           | 3           |  |  |               |                   |               |                 |                 |   |   |              |                   |                   |              |              |  |

### Sezione 4
|  | Primo turno | Primo turno         | Primo turno         | Primo turno | Primo turno |  |  | Secondo turno | Secondo turno       | Secondo turno    | Secondo turno    | Secondo turno    |    |   | Ultimo turno | Ultimo turno  | Ultimo turno  | Ultimo turno | Ultimo turno |  |
|  |             |                     |                     |             |             |  |  |               |                     |                  |                  |                  |    |   |              |               |               |              |              |  |
|  | 4           | Elizaveta Kuličkova | Elizaveta Kuličkova | 6           | 6           |  |  |               |                     |                  |                  |                  |    |   |              |               |               |              |              |  |
|  |             | Junri Namigata      | Junri Namigata      | 3           | 4           |  |  | 4             | Elizaveta Kuličkova | 6(1)             | 6                | 65               |    |   |              |               |               |              |              |  |
|  |             | Tereza Martincová   | Tereza Martincová   | 4           | 64          |  |  |               | Maria Sanchez       | 7                | 4                | 7                |    |   |              |               |               |              |              |  |
|  |             | Maria Sanchez       | Maria Sanchez       | 6           | 7           |  |  |               |                     |                  |                  |                  |    |   |              | Maria Sanchez | Maria Sanchez | 7            | 6            |  |
|  | WC          | Demi Schuurs        | Demi Schuurs        | 6           | 6           |  |  |               |                     | 6                | Richèl Hogenkamp | Richèl Hogenkamp | 62 | 3 |              |               |               |              |              |  |
|  |             | Elica Kostova       | Elica Kostova       | 3           | 2           |  |  | WC            | Demi Schuurs        | Demi Schuurs     | 1                | 4                |    |   |              |               |               |              |              |  |
|  |             | Elena Bogdan        | Elena Bogdan        | 3           | 1           |  |  | 6             | Richèl Hogenkamp    | Richèl Hogenkamp | 6                | 6                |    |   |              |               |               |              |              |  |
|  | 6           | Richèl Hogenkamp    | Richèl Hogenkamp    | 6           | 6           |  |  |               |                     |                  |                  |                  |    |   |              |               |               |              |              |  |